# Celia Concordia
Celia Concordia (latino: Coelia Concordia; fl. 384) è stata una sacerdotessa romana, una delle ultime gran sacerdotesse di Vesta.
Concordia volle erigere una statua postuma a Vettio Agorio Pretestato, un nobile romano che aveva cercato con la propria influenza di arginare l'espansione del Cristianesimo a discapito della Religione romana; Quinto Aurelio Simmaco, un altro esponente del paganesimo romano, si oppose, scrivendo in una lettera a Virio Nicomaco Flaviano (altro appartenente a quel cenacolo pagano che fiorì alla fine del IV secolo) che le Vestali non avevano mai eretto un monumento ad un uomo, benché pontifex maximus. Malgrado questa opposizione Concordia eresse la statua a Pretestato; in cambio, la moglie di Pretestato, Aconia Fabia Paulina, eresse nella propria villa urbana una statua di Concordia, ritrovata nel 1591 e conservato successivamente nella Collezione Colonna (384).
Nel 391 il culto di Vesta ebbe fine.